# سنان أوزكان
سنان أوزكان (بالتركية: Sinan Özkan)‏ هو لاعب كرة قدم تركي في مركز نصف الجناح، ولد في 22 مارس 1986 في سانت إتيان في فرنسا. شارك مع منتخب تركيا تحت 21 سنة لكرة القدم. أما مع النوادي، فقد لعب مع أضنة دمير سبور وألانيا سبور وسامسون سبور وغازي عنتاب بي.بي.كي وغيرسون سبور وفتحية سبور وقونيا سبور ومانيساسبور ومعمورة العزيز سبور ونادي تورك تليكوم ونادي سانت إتيان.

## وصلات خارجية
- سنان أوزكان على موقع اتحاد تركيا (لاعب) (الإنجليزية)
- سنان أوزكان على موقع قاعدة بيانات كرة القدم.إي يو (الإنجليزية)
- سنان أوزكان على موقع Soccerway.com (الإنجليزية)
- سنان أوزكان على موقع عالم كرة القدم.نت (الإنجليزية)